# Mutter reicht’s jetzt
Mutter reicht’s jetzt ist ein deutscher Fernsehfilm von Matthias Tiefenbacher aus dem Jahr 2016 mit Ulrike Krumbiegel, Ernst Stötzner und Dominique Horwitz in den Hauptrollen.

## Handlung
Barbara Weller ist eine brave und angepasste Hausfrau, die nicht nur in der kleinen Autowerkstatt ihres Mannes mitarbeitet, sondern auch als „Notnagel“ für ihre Kinder da ist, wenn es darum geht, die Enkel zu hüten oder mal wieder mit etwas Geld auszuhelfen. Zu ihrem 35. Hochzeitstag hat sie eigentlich nur den einen Wunsch, sich endlich eine Reise zu den sonnigen Lavendelfeldern in der Provence zu gönnen. Doch ihr Mann Karl hat dafür nichts übrig. Er schenkt seiner Frau lieber einen supermodernen Gartengrill, weil er ja davon auch was hat.
Am nächsten Tag findet Barbara in einem Café eine liegengebliebene Anmeldung zu einem Französischkurs. Eigentlich will sie den Zettel nur dem ursprünglichen Besitzer zurückgeben, doch als sie damit in der Volkshochschule erscheint, wird sie überraschend Kursmitglied, weil ohne sie die Mindestanzahl nicht erfüllt wäre und sie wie auch zu Hause mal wieder nicht nein sagen kann. Alexander, der Kursleiter, unterrichtet Barbara zusammen mit Richard, Miriam, Mehmet und Simon auf unkonventionelle Weise in der französischen Sprache. Dabei bringt ihnen ihr Lehrer nicht nur Vokabeln bei, sondern vor allem, wie man sich auf Französisch behauptet. Seine Unterrichtsstunden hält er überall dort ab, wo er seinen Schülern praxisbezogen etwas beibringen kann. So treffen sie sich zum Beispiel in einem Lokal und dürfen dort nur französisch reden, gehen auf einen französischen Markt, lernen französisch zu fluchen, kochen und backen gemeinsam. Barbara stellt dabei fest, dass auch die anderen Kursteilnehmer mit Problemen kämpfen und jeder einen anderen Grund hat, französisch zu lernen. Für sie alle eröffnet sich die Möglichkeit für neue Freundschaften und sie werden zu einem richtigen Team.
Für die täglichen Treffen, zu denen Barbara immer nur heimlich geht, muss sie sich stets neue Ausreden einfallen lassen, sodass ihr Mann langsam misstrauisch wird und Barbara auch ein wenig ihre sonstigen „Pflichten“ vernachlässigt. Sie nimmt sich sogar die Freiheit, auch mal nur an sich zu denken, was ihre Familie nun ganz und gar nicht verstehen kann. Ihr wachsendes Selbstbewusstsein verwirrt sie und treibt Karl Weller so weit, seiner Frau nachzuspionieren und sie mit Gewalt aus der Französischgruppe herauszuholen. Barbara ist darüber zunächst verärgert und will eigentlich wieder die brave Haus- und Ehefrau werden, die sie einmal war. Doch plötzlich ereilt sie ein „Hilferuf“ aus der Volkshochschule. Ihr Lehrer ist angeblich ein Hochstapler ohne jeglichen pädagogischen Abschluss und so droht der ganze Kurs zu scheitern. Um das zu verhindern, sollen sie als Kursteilnehmer beweisen, dass sie bei Alexander etwas gelernt hätten. Barbara ringt mit sich, denn ihre Familie gibt sich gerade alle Mühe sie und ihre Arbeit zu würdigen. Ihr zu ehren sind sie alle da und wollen ihren Hochzeitstag nachfeiern. Als aber alle ihre Mitschüler geschlossen vor ihr stehen, kann sie nicht anders, als ihnen und Alexander zu helfen.
Egal, wie ihre Prüfung nun ausgeht, sie alle haben viel gelernt. Nicht nur französisch, sondern ganz viel über das Leben. Jeder geht nun seiner Wege und alle sehen hoffnungsvoll der Zukunft entgegen – auch Alexander. Barbara hat ihre Reise nach Frankreich gebucht und ist auf dem Weg zum Flughafen, als ihre Familie Alarm schlägt. Geschlossen wollen sie Barbara zurückholen und sie ist fast geneigt, die Familie doch nicht im Stich zu lassen. Im letzten Moment kommt ihr neu errungenes Selbstbewusstsein zurück und sie setzt sich durch und macht ihre Traumreise zu den Lavendelfeldern in der Provence.

## Hintergrund
Mutter reicht’s jetzt wurde von der filmpool produziert und erstmals am 28. Oktober 2016 zur Hauptsendezeit auf Das Erste ausgestrahlt, wo er von 3,55 Millionen Zuschauern (11,4 % Marktanteil) gesehen wurde.

## Kritik
Rainer Tittelbach von tittelbach.tv urteilte: „‚Mutter reicht’s jetzt‘ begnügt sich nicht mit Selbstfindungszenarien, sondern transzendiert den Aufbruch eines langzeitunterdrückten Ichs durch eine sehr stimmungsvolle Tonart. Regisseur Matthias Tiefenbacher und Autor Stefan Kolditz gelingt es, Dramatisches, Komödiantisches & große Emotionen zu einem kleinen Wohlfühlfilm-Gesamtkunstwerk zu verschmelzen.“
Focus.de meinte: „Ein bisschen mehr Tempo hätte dem sensibel inszenierten Film […] sicher nicht geschadet. So ist ‚Mutter reicht’s jetzt‘ eine solide inszenierte Komödie über den Mut zum Aufbruch geworden. Ulrike Krumbiegel gibt der Geschichte ein ganz eigenes, unvergessliches Gesicht.“
TV Spielfilm vergab an den Film eine mittlere Wertung (Daumen zur Seite).